# 시력

시력 검사에 일반적으로 쓰이는 스넬렌 시력 검사표의 모습.

시력(영어: Visual Acuity, 약칭: VA)은 시각의 뚜렷함을 나타내며, 이는 눈 안의 망막 초점의 선명함과 뇌의 해석 기능의 민감도에 영향을 받는다.
시력은 시각 계통의 공간적 해상도의 측정이다. 일정 거리를 두고 시력 검사표 앞에서 글자나 숫자 따위를 식별함으로써 시력 검사가 이루어진다. 시력 검사표의 글자들은 흰 바탕 위에 검은 빛깔(최대 대비)로 되어 있다. 사람의 눈과 시력 검사표 사이의 거리는 수정체가 초점을 맞출 때 대략적 무한대에 가까운 충분한 거리에 있어야 한다. 6미터(20피트)가 시각 원근감에서 본질적으로 무한하다.
안구의 길이와 관련하여 너무 높거나 너무 낮은 굴절 이상은 근시나 원시의 원인으로 된다. 다른 원인으로는 난시, 곧 각막의 불규칙성을 들 수 있다. 이는 안경, 콘택트 렌즈, 시력교정수술과 같은 수단으로 교정할 수 있다.

## 역사
| 연도 | 사건 |
| ---- | --- |
| 1843 | 시력 검사 형태가 1843년 독일의 안과의사 하인리히 퀴흘러(Heinrich Kuechler, 1811–1873)에 의해 발명된다. 시력 검사의 표준화의 필요성을 논하고 기억이 불필요한 읽기 차트들을 만든다. |
| 1854 | 빈의 Eduard Jäger von Jaxtthal는 하인리히 퀴흘러가 만든 안구 차트 테스트 유형을 개선한다. |
| 1862 | 네덜란드의 안과의사 허먼 스넬렌은 위트레흐트에서 시력 검사표 글자(Optotypes)에 기반한 최초의 시력 차트인 "Optotypi ad visum determinandum" ("Probebuchstaben zur Bestimmung der Sehschärfe")를 출판하며, 표준화된 시력 테스트의 필요성을 옹호한다. 스넬렌의 시력 검사표 글자들은 오늘날 쓰이는 테스트 글자들과 유사하지 않다. 이들은 이집트 파라곤 글꼴로 인쇄되어 있다. (예: 세리프를 사용하여). |
| 1888 | 에드먼드 란돌트는 란돌트 링이라 알려져 있는 망가진 링을 도입하는데, 나중에는 국제 표준으로 된다. |
| 1894 | 베를린의 Theodor Wertheim은 주변시의 정확도를 상세하게 측정하는 방법을 제시한다. |
| 1978 | Hugh Taylor는 "Tumbling E Chart"에 대해 세 개의 디자인 철학을 사용하여 나중에는 오스트레일리아 원주민의 시력 연구에 사용된다. |
| 1982 | 국립안연구소의 릭 페리스는 슬로건 레터와 함께 도입된 LogMAR 차트 레이아웃을 선택하여 ETDRS(Early Treatment of Diabetic Retinopathy Study)를 위한 표준화된 방식의 시력 측정 방식을 구축한다. 이 차트들은 이후의 모든 임상 연구에 사용된다. ETDRS의 데이터는 각 줄에 모든 문자를 사용하지 않으면서 각 줄마다 동일한 평균적인 난해함을 제공하는 문자 조합의 선택에 사용되었다.                       |
| 1984 | ICO(International Council of Ophthalmology)는 상기 언급된 기능들을 통합한 새로운 시력 측정 표준(Visual Acuity Measurement Standard)을 승인한다. |

## 시력의 표현
| 피트    | 미터  | 10진  | LogMAR |
| ------- | ----- | ----- | ------ |
| 20/200  | 6/60  | 0.10  | 1.00   |
| 20/160  | 6/48  | 0.125 | 0.90   |
| 20/125  | 6/38  | 0.16  | 0.80   |
| 20/100  | 6/30  | 0.20  | 0.70   |
| 20/80   | 6/24  | 0.25  | 0.60   |
| 20/63   | 6/19  | 0.32  | 0.50   |
| 20/50   | 6/15  | 0.40  | 0.40   |
| 20/40   | 6/12  | 0.50  | 0.30   |
| 20/32   | 6/9.5 | 0.63  | 0.20   |
| 20/25   | 6/7.5 | 0.80  | 0.10   |
| 20/20   | 6/6   | 1.00  | 0.00   |
| 20/16   | 6/4.8 | 1.25  | -0.10  |
| 20/12.5 | 6/3.8 | 1.60  | -0.20  |
| 20/10   | 6/3   | 2.00  | -0.30  |

시력은 일반적으로 란돌트 C나 터블링 E와 같은 각기 다른 기호의 크기나 스넬렌 시력 검사표에 나타나는 글자 크기에 따라 측정된다.
| 이름                              | 준말 | 정의                                                        |
| --------------------------------- | ---- | ----------------------------------------------------------- |
| 손가락 세기(Counting Fingers)     | CF   | 주어진 거리에서 손가락의 수를 셀 수 있음.                   |
| 손 움직임(Hand Motion)            | HM   | 환자의 얼굴 앞에서 손이 움직이는지 아닌지를 구별할 수 있음. |
| 빛 인지(Light Perception)         | LP   | 어떠한 빛이라도 인지할 수 있음.                             |
| 빛 인지 불능(No Light Perception) | NLP  | 어떠한 빛도 볼 수 없음. 완전한 맹목.                        |

### 법적 정의
- 시력 검사표로부터의 거리
  - D (distant, 먼 거리) - 20피트 (6.1미터)
  - N (near, 가까운 거리) - 15.7인치 (40센티미터)
- 시력 측정을 받는 눈
  - OD (oculus dexter) - 오른쪽 눈
  - OS (oculus sinister) - 왼쪽 눈
  - OU (oculi uterque) - 양쪽 눈
- 시력 측정 시 보정기(안경 따위)의 이용
  - cc (cum correctore) - 보정기 착용
  - sc (sine correctore) - 보정기 착용 안 함
- 핀홀 차폐기 (PH)

## 최대 교정 시력
최대교정시력이란 교정시력과는 차이가 있는 개념이다. 교정시력이란 의미는 안경,렌즈 등을 착용한 상태에서 굴절이상 상태를 제거하여 시력을 교정하는 것을 의미한다.
그러나 최대교정시력이란 정확히 말하면 망막에 상이 올바로 맺히게 굴절이상을 교정하여 최대한 잘 나온 시력을 의미한다.
최대교정시력은 교정시력과 같을 수도 다를 수도 있다. 굴절이상(근시,난시,원시)등을 교정하여 시력을 측정하는 점은 교정시력과 같지만 차이점은 흔히 안경이나 렌즈의 무게등으로 인하여 사람들은 최대교정시력에 의한 안경을 착용하지 않는다.
최대 교정시력은 사실상 굴절이상을 안과에서 시험용 교정렌즈등을 이용하여 교정한 것이어서 일반적인 망막이나 시신경에 문제가 없는 한 정상시력이 나오기 마련이다. 또한 교정시력보다 시력이 높게 나오기 마련이다.
법적 신체등위판정의 기준도 2009년 이후 최대교정시력으로 변경되었으며 국민연금법에 의한 장애연금도 굴절이상(근시,난시,원시)등이 있다고 하여 교정시력만으로 장애연금을 장애등급을 판정하지 아니하고 최대교정시력을 기준으로 등급을 판정한다.

## 정상 시력
정상 시력은 빛이 얼마나 정확하게 망막에 초점을 맞추는지, 또 눈의 신경 요소들의 무결성과 뇌의 해석 능력에 따라 달라진다. "정상" 시력은 허먼 스넬렌(Herman Snellen)이 정한 기준을 주로 따르는데, 나이가 어린 사람을 기준으로 시력검사표에 5분 각도로 대할 때 스넬렌의 검사표로 1.0 (10진), 0.0 logMAR, 20/20피트, 6/6미터를 인지할 수 있는 것을 정상으로 간주한다. 굴절 이상이 있는 건강한 젊은 사람의 평균 시력은 6/5에서 6/4 미터로, 6/6 시력(10진으로 1.0)을 완벽한 시력으로 간주하는 것은 부정확하다.

## 같이 보기
- 다이옵터
- 사시

## 참고 문헌
- Duane's Clinical Ophthalmology, V.1 C.5, V.1 C.33, V.2 C.2, V.2 C.4, V.5 C.49, V.5 C.51, V.8 C.17, Lippincott Williams & Wilkins, 2004.
- (러시아어) Головин С.С. Сивцев Д.А. Таблица для исследования остроты зрения. 3 изд. М., 1927
- Clinical Procedures for the Ocular Examination, Third Edition, McGraw Hill, Carlson & Kurtz, 2004